# Wang Che-po
Wang Che-po (čínsky pchin-jinem Wáng Hébō, znaky 王荷波; květen 1882 – 11. listopadu 1927) byl čínský komunistický revolucionář, ve 20. letech jeden z předních představitelů Komunistické strany Číny, v letech 1923–1927 byl členem vedení strany, řídil stranické organizace v Šanghaji a později v severní Číně. Roku 1927 byl antikomunistickými úřady zatčen a popraven.

## Život
Wang Che-po se narodil roku 1898 v okrese Min-chou v provincii Fu-ťien. V mládí pracoval jako námořník a řemeslník. Roku 1922 vstoupil do Komunistické strany Číny.
Na III. sjezdu KS Číny v červnu 1923 byl zvolen členem ústředního výkonného výboru, a po přesunu ústředního byra výkonného výboru z Kantonu do Šanghaje v srpnu 1923 nahradil v byru Tchan Pching-šana, který zůstal v Kantonu. V byru měl na starosti oddělení pro dělníky a rolníky, současně vedl šanghajskou organizaci komunistické strany. Podílel se na organizaci odborového hnutí.
Na IV. sjezdu KS Číny v lednu 1925 byl zvolen kandidátem ústředního výboru, předsedou všečínského svazu železničářů a členem vedení Všečínské federace odborů. V srpnu 1927 se stal jením z členů prozatímního politbyra a tajemníkem severního byra ústředního výboru KS Číny. V říjnu 1927 byl zatčen úřady Čang Cuo-lina a 11. listopadu 1927 byl popraven před branou An-ting-men v Pekingu.